# Eremias strauchi
Eremias strauchi es una especie de lagarto del género Eremias, familia Lacertidae, orden Squamata. Fue descrita científicamente por Kessler en 1878.

## Hábitat
El hábitat natural preferido de E. strauchi son los matorrales, a altitudes de 300 a 3500 metros (980 a 11 480 pies).

## Distribución
Se distribuye por Armenia, Azerbaiyán, Turquía e Irán.